# Allianz
El Grupo Allianz es una multinacional alemana de servicios financieros con sede en Múnich. Es uno de los grupos aseguradores y proveedores de servicios financieros más importantes del mundo. Sus ingresos ascendieron a más de 161.700 millones de euros en 2023.
Creado en 1890, el grupo está presente en más de 70 países en los cinco continentes, donde 144.000 empleados de diferente nacionalidad, idioma, religión, formación y experiencia dan servicio a más de 78 millones de clientes.

## Historia

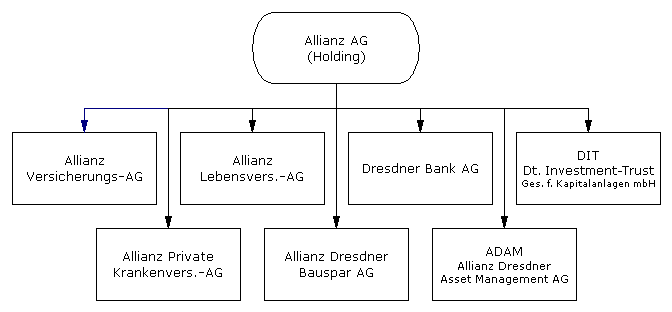
Esquema simple de la organización de Allianz.

En 1890 se fundó Allianz AG en Múnich por Carl von Thieme y Wilhelm von Finck en su actividad empresarial. La empresa estuvo influida por la banca Merck Finck & Co, el Dresdner Bank AG, así como sus fundadores Thieme y Finck, previamente establecidos con Munich Re. En 1893 se fundó la primera sucursal extranjera, en Londres. Dos años después, en 1895, las acciones de la compañía entraron a la bolsa alemana.
En 1906 Allianz realizó su primera gran remuneración a clientes, ya que tuvieron que hacer frente a los pagos del devastador terremoto de San Francisco. En abril de 1912, cuando el Titanic impactó contra un iceberg, Allianz también hizo frente a los pagos de las pólizas.

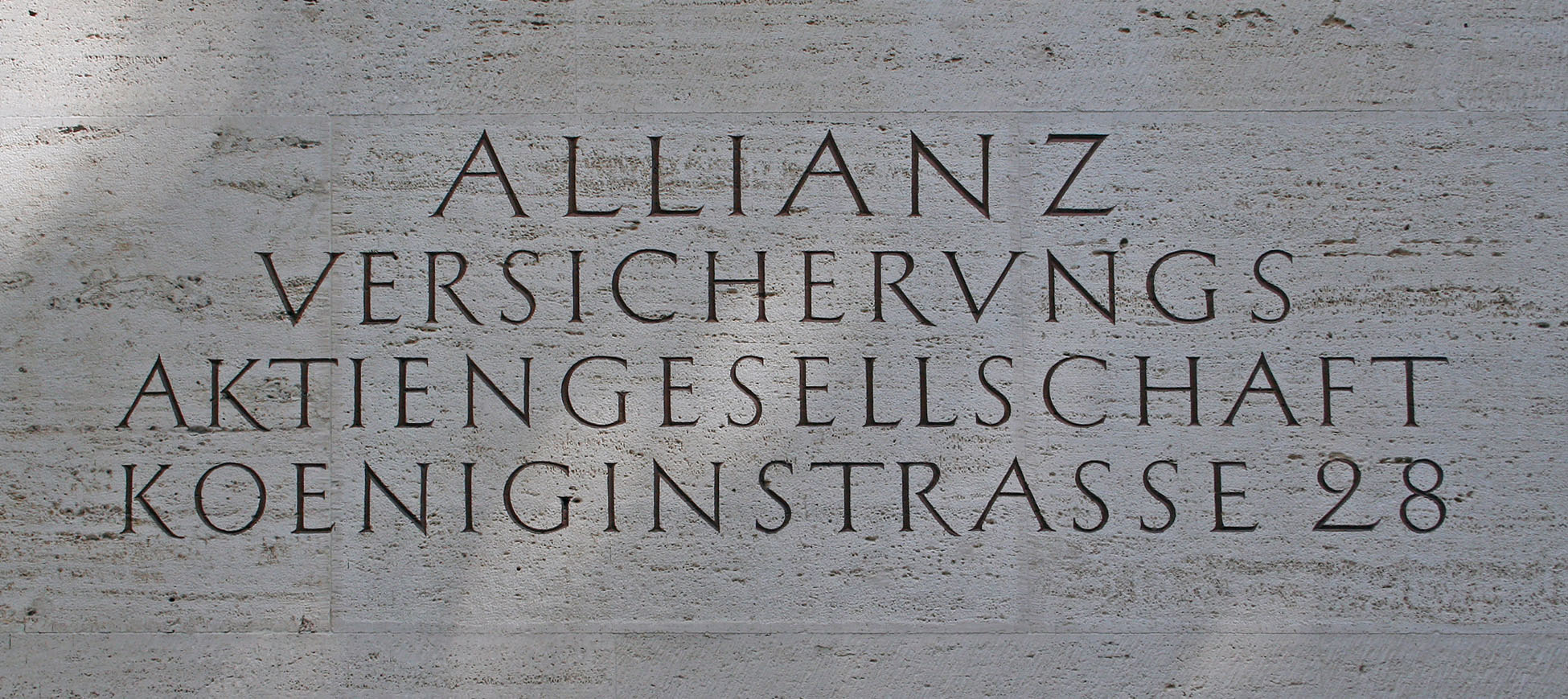
Inscripción de la denominación "Allianz Versicherungs Aktiengesellschaft", en la sede de Allianz.

En el año 1922 se fundó la filial de Allianz, Lebensversicherungs-AG. Durante la ola de fusiones alemana de los años 1920, varias empresas (inclusive la Frankfurter Versicherungs-AG y AG Bayrische seguros) fueron adquiridas por Allianz, pero conservaron sus nombres. En 1932 abrió un laboratorio de pruebas para la investigación de daños materiales, el Centro de Tecnología de Allianz (AZT). El objetivo era el comprobar el daño real para mostrarlo a las empresas interesadas. De 1933 a 1945 también se aseguraron las organizaciones subregionales de los nazis, y aprovechó la propagación del Tercer Reich para establecer nuevos negocios. En 1990, durante la presidencia de Henning Schulte-Noelle, Allianz inició una expansión en ocho países de la Europa oriental al establecerse en Hungría. En la misma década, Allianz adquirió también Fireman's Fund, una compañía de seguros en los Estados Unidos, que fue seguido por la compra de Seguros Generales de France (AGF), París. Tras estas adquisiciones vino la expansión en Asia con varias empresas conjuntas y adquisiciones en China y Corea del Sur. Por esta época Allianz amplió su negocio de gestión de activos, así como, por ejemplo, mediante la compra de empresas de gestión de activos en California, tales como Pacific Investment Management Company, LLC, comúnmente conocida como PIMCO, el mayor fondo de inversión del mundo.
En 1998, un grupo de historiadores, encabezado por Gerald D. Feldman, investigaron en la historia de Allianz de 1933 a 1945 y los resultados se publicaron en septiembre de 2001. Con base en estos resultados, se realizó una exposición permanente de los archivos de Allianz.
En 2000 se convierte en la primera compañía alemana en cotizar en la Bolsa de Nueva York y en 2001, Allianz adquirió el Dresdner Bank, un gran banco alemán. El Grupo Allianz y Dresdner Bank combinaron sus actividades de gestión de activos mediante la creación de Allianz Global Investors. En 2002, Michael Diekmann llegó a la presidencia del CEO de Allianz AG.
Allianz está presente en más de 70 países con más de 180.000 empleados. En la parte superior del grupo internacional es la sociedad holding, Allianz SE, con sede en Múnich. Allianz Group proporciona a sus más de 60 millones de clientes en todo el mundo una amplia gama de servicios en las áreas de:

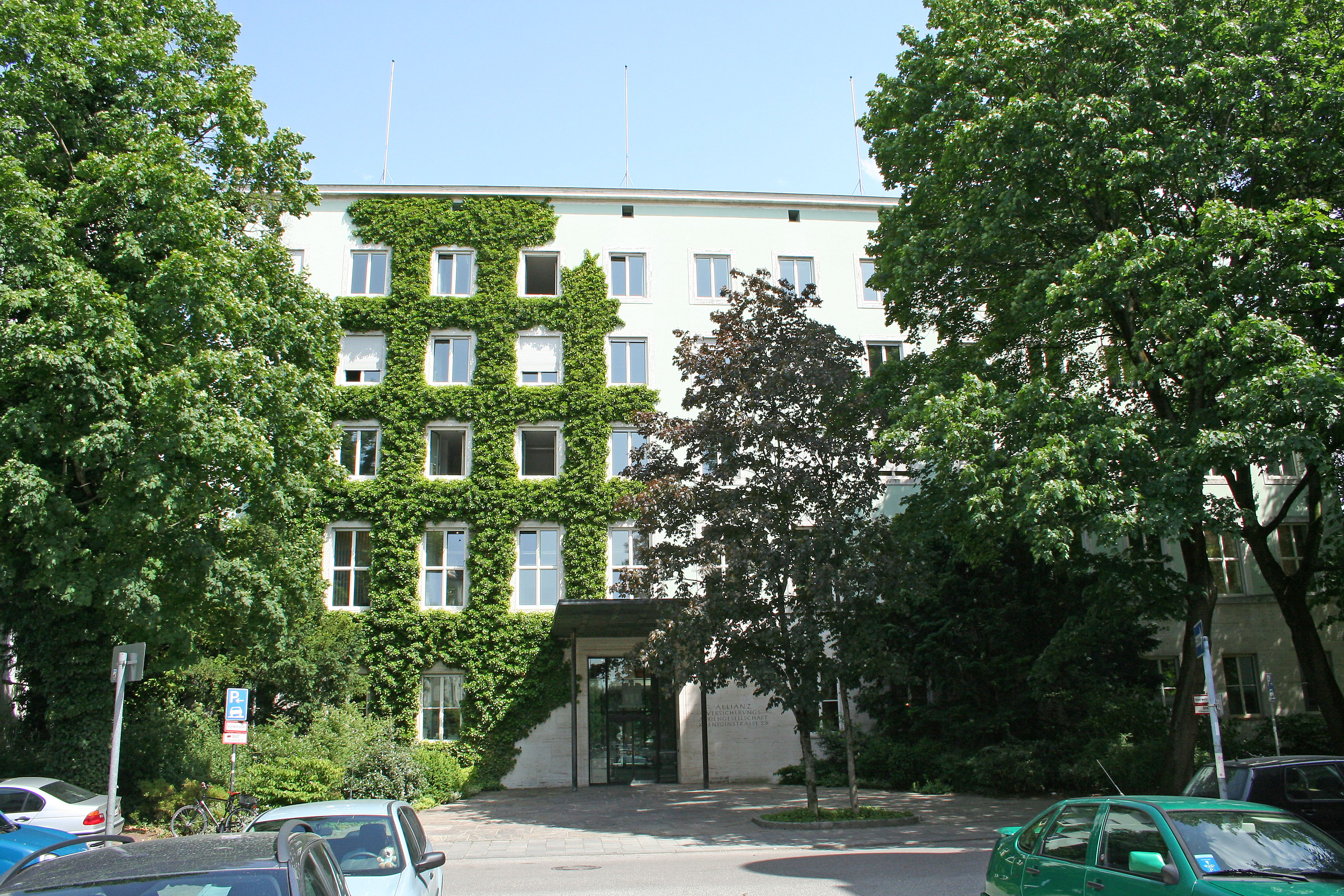
Edificio de Allianz en Múnich.

- Propiedad y seguros contra daños.
- Seguro de vida y la salud.
- La gestión de activos y la banca.

### Controversia
Henning Schulte-Noelle fue el primer director general de Allianz que ocupó un lugar en la historia de Alemania nazi, cuando se encargó del Archivo de Historia Corporativo en 1993, que fue inaugurado en 1996. En 1997, Schulte-Noelle preguntó a Gerald D. Feldman, historiador de la Universidad de Berkeley en California, si llevaría a cabo un mayor proyecto de investigación sobre Allianz durante el Tercer Reich. Feldman inició la investigación en 1998 junto con un equipo de jóvenes historiadores. Unos meses más tarde, judíos sobrevivientes de la Segunda Guerra Mundial y sus descendientes acusaron de la no remuneración de las pólizas de seguro de Allianz y otras compañías de seguros. Allianz y otras cuatro aseguradoras crearon la Comisión Internacional sobre el Holocausto de Reclamaciones de Seguros (ICHEIC). Por otra parte, Allianz se convirtió en miembro fundador de la Fundación alemana "Memoria, Responsabilidad y Futuro". Ambas organizaciones se hicieron cargo de los pagos a las víctimas. Feldman publicó los resultados de su amplia investigación en septiembre de 2001. Basándose en estos resultados de Allianz se creó una exposición en el Archivo de Historia y de las empresas en Internet.
La investigación llegó a la conclusión de que Allianz, a través de una organización y de sus empleados, estuvo involucrado con el régimen nazi y el Tercer Reich, empezando tan pronto como principios de 1930 y continuando hasta la caída del Tercer Reich en 1945.
Entre los ejemplos más notables:
- Allianz estuvo muy involucrado en los niveles más altos de la administración nazi. El Jefe Ejecutivo de Allianz Kurt Schmitt sirvió como ministro de Economía.

- El director general de Allianz, Eduard Hilgard, era jefe de la "Asociación para el Reich Seguros Privados".

## Allianz en el mundo

Mapa que muestra la distribución de Allianz en el mundo.

### Australia
Allianz Australia Limited (ABN 21 000 006 226) opera en toda Australia y Nueva Zelanda, a través de sus filiales ofrece una gama de seguros y gestión de los riesgos de los productos y servicios. Filiales de Allianz Australia incluyen Marina Club, Allianz Life y Hunter Premium Financiación.

### Bélgica
Allianz Allianz opera en Bélgica, a través de AGF Bélgica, que ha sido redenominada Allianz Bélgica el 29 de noviembre de 2007.

### Canadá
Allianz puso un brusco fin a su canadiense P & C operación Allianz Canadá (cuota de mercado del 2%) en 2004 después de varios años de resultados desfavorables de las empresas. Allianz originalmente entró en el mercado canadiense a principios de 1990 a través de una adquisición de varias compañías aseguradoras de América del Norte, a saber, la American Firemans y el Fondo Canadiense de fianza.

### Colombia
Allianz adquiere en 1999 el 60% de las acciones de la aseguradora Colombiana Colseguros, 3 años después en 2002 aumenta su participación accionaria, convirtiéndose en el único propietario de esta compañía en Colombia. Tras casi 10 años en el 2012 y con un evolutivo cambio de marca Colseguros muere como nombre oficial y toda la operación de Colombia se consolida bajo el nombre de Allianz.

### Eslovaquia
Allianz comenzó su vida y la propiedad y accidentes (P & C) operación en Eslovaquia en 1993, pero la filial local nunca fue capaz de lograr una importante cuota de mercado. En 2001, Allianz AG compró la participación mayoritaria, entonces de propiedad estatal Slovenska poisťovňa (Compañía de Seguros de Eslovaquia), en el momento que sufren de la mala gestión política, para extracción de activos y profundos, en virtud de la reserva. Slovenska, sin embargo, una cuota de mercado de más del 50%, lo que ha hecho un atractivo objetivo de privatización, donde Allianz tiene que competir con dicha empresa de seguros AXA o como Aegon. A la compra local de Allianz operación Slovenska se fusionó con la creación de una nueva empresa Allianz - Slovenska poisťovňa. Su cuota de mercado combinada (la vida y la de P & C) se sitúa en la actualidad justo por debajo del 40% (alrededor del 50% en el negocio de P & C), lo que sigue, con mucho, el líder del mercado.

### España
Allianz Compañía de Seguros y Reaseguros, S.A. fue constituida como sociedad anónima, acogiéndose a la legislación
española aplicable a las compañías de seguros, en el año 1918 con la denominación original de Lucero, S.A. de Seguros, bajo la dirección de Jerónimo Martínez y Mier.
Allianz opera en España a través de Allianz S.A. siendo una de las compañías más importantes del país. Hasta 2021,operaba a través de su filial de seguro directo con Fénix Directo. Esta compañía se fusionó con la actual aseguradora Allianz Direct.

### India
En la India, Bajaj Allianz General Insurance Company Limited es una empresa conjunta entre Bajaj Finserv Limited (recientemente escisión de Bajaj Auto Limited) y Allianz SE. Ambos gozan de una reputación de experiencia, la estabilidad y fuerza.
Finanzas
El 31 de marzo de 2008, Bajaj Allianz Seguros Generales mantuvo su primera posición en la industria por lograr un incremento de ingresos de Rs. Crore 2578, alcanzando un crecimiento de 43% en los últimos year.Bajaj Allianz ha hecho un beneficio antes de impuestos de Rs. 167 crore y es la primera empresa en el cruce de la marca en Rs.100 crores beneficio después de impuestos mediante la generación de rupias. 105 crores.
En el primer trimestre de 2008-09, la empresa obtuvo una prima bruta de Rs.733.53 crores contra Rs.573.73 básico el año pasado durante el mismo período, el registro de un crecimiento de 28%.
Bajaj Allianz hoy el país cuenta con una red conectada a través de la tecnología más avanzada para la comunicación rápida y de respuesta en más de 200 ciudades repartidas a lo largo y ancho del país. De Surat a Siliguri y Jammu a Thiruvananthapuram, todas las oficinas están interconectadas con la sede en Pune.
Allianz es también la deslocalización de sus empresas en India. El SIAC ubicado en Tecnoparque, Thiruvananthapuram, Kerala, es donde se realiza el manejo de las empresas off-shore para la empresa.

### México
Grupo Allianz entró al mercado mexicano en 1987 a través de una participación en Aseguradora Cuauhtémoc y en 1996 se formó Allianz México con la adquisición del cien por ciento de la participación de la Aseguradora.
Allianz México cuenta con una oficina matriz en Ciudad de México y cinco oficinas regionales con una extensa red de agentes de seguros. Esto ha valido para alcanzar la calificación de Standard & Poor's "A- (mxAAA).
Cabe destacar que Allianz México es una entidad financiera registrada y regulada por las autoridades financieras mexicanas, lo que incluye la Secretaría de Hacienda y Crédito Público (SHCP) y la Comisión Nacional de Seguros y Finanzas (CNSF).

### Países Bajos
Allianz Países Bajos se formó en 2003 tras la fusión de las aseguradora Real de los Países Bajos y Zwolsche Algemeene. La oficina central neerlandesa de base en Róterdam. Con una cuota de mercado del 2% es la décima aseguradora de los Países Bajos.
Desde octubre de 2007 Ron Ron Van het Hof es Presidente de Allianz Países Bajos.
El volumen de negocios de Allianz Países Bajos en 2007 ascendió 1.326 millones de € y los beneficios ascendieron a 226 millones de €.

### Reino Unido
Allianz es propietaria de la compañía de seguros británica de seguros Cornhill plc, posteriormente rebautizado Seguros Allianz Cornhill plc. Esto simplemente se convirtió en Allianz Seguros plc el 30 de abril de 2007 al reflejar directamente su filiación continental. Su unidad de TI en la India en cautividad de Allianz Cornhill plc Servicios de Información se encuentra en Tecnoparque, Kerala.
Allianz es propietaria de Kleinwort Benson que heredó cuando compró el Dresdner Bank. El banco de inversión ha sido posteriormente fusionado con el banco de la empresa Dresdner Bank y renombrados como Dresdner Kleinwort. También es propietaria de Home and Legacy, un corredor de seguros.

## Galería de imágenes

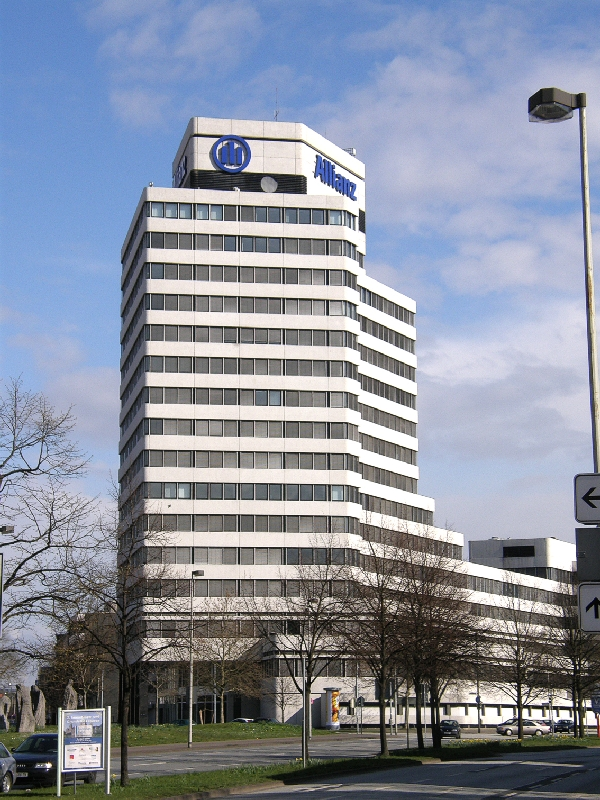
Edificio de Allianz en Hanóver.
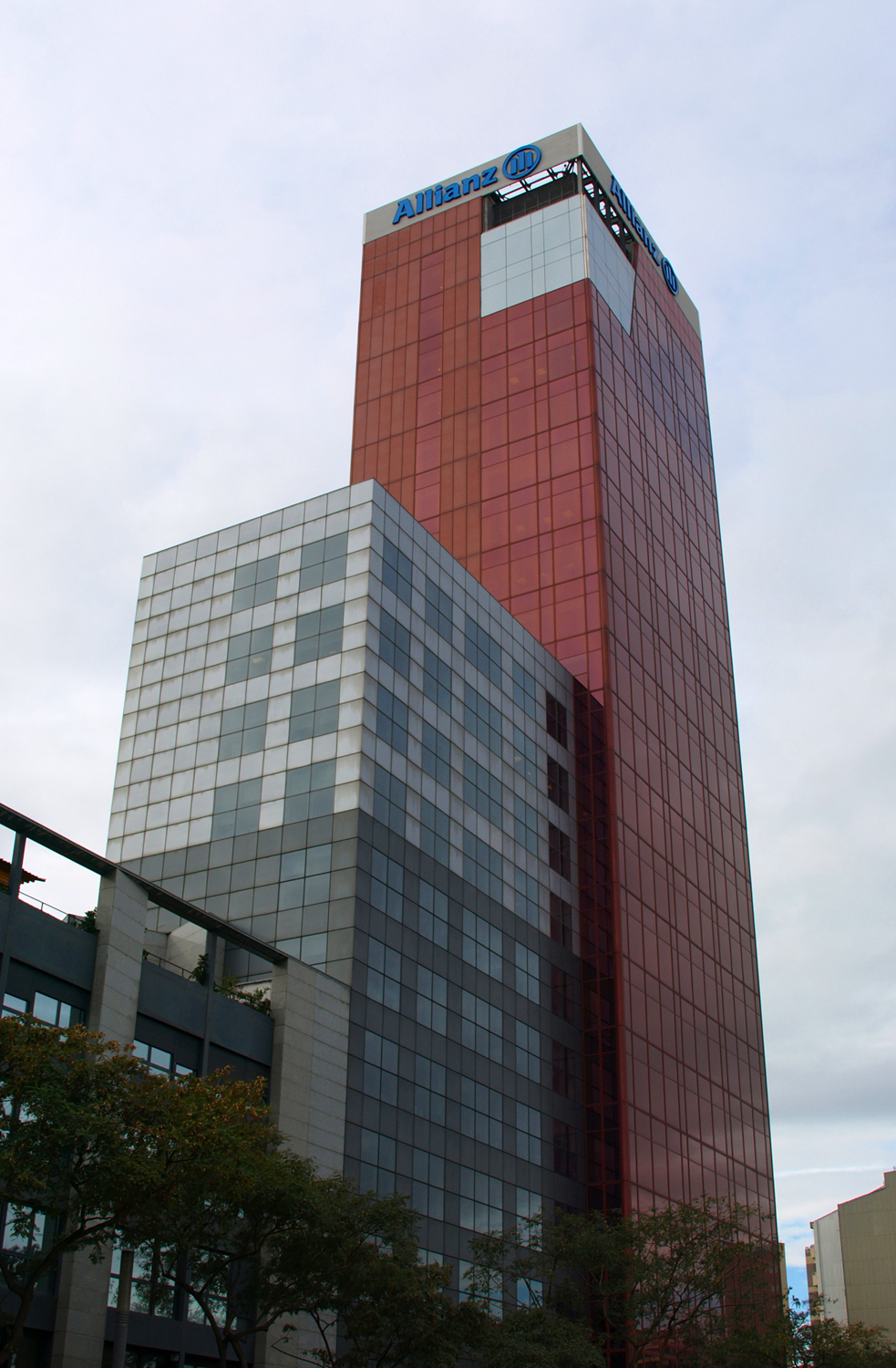
Edificio Allianz en Barcelona.
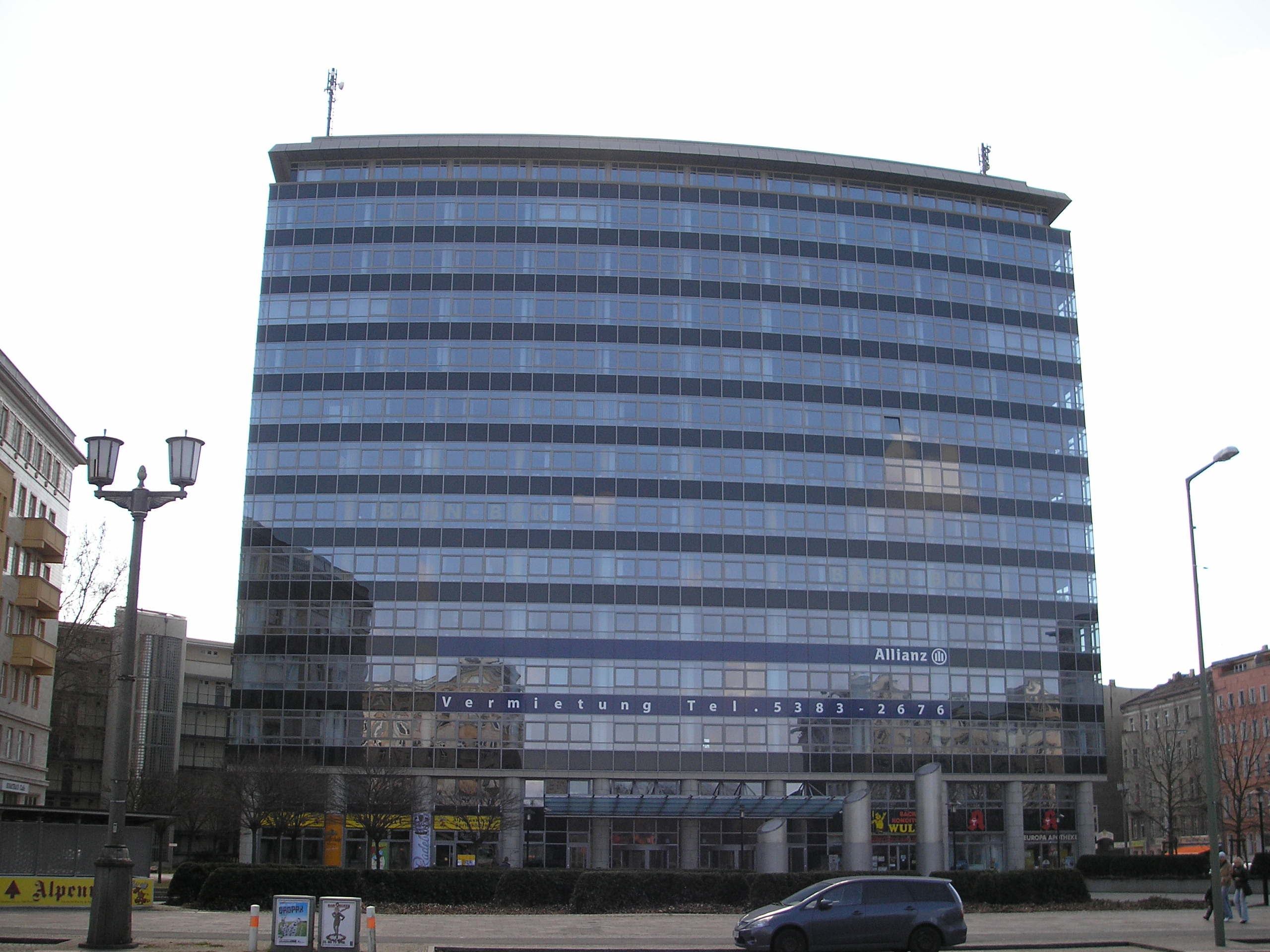
Edificio de Allianz en Berlín.
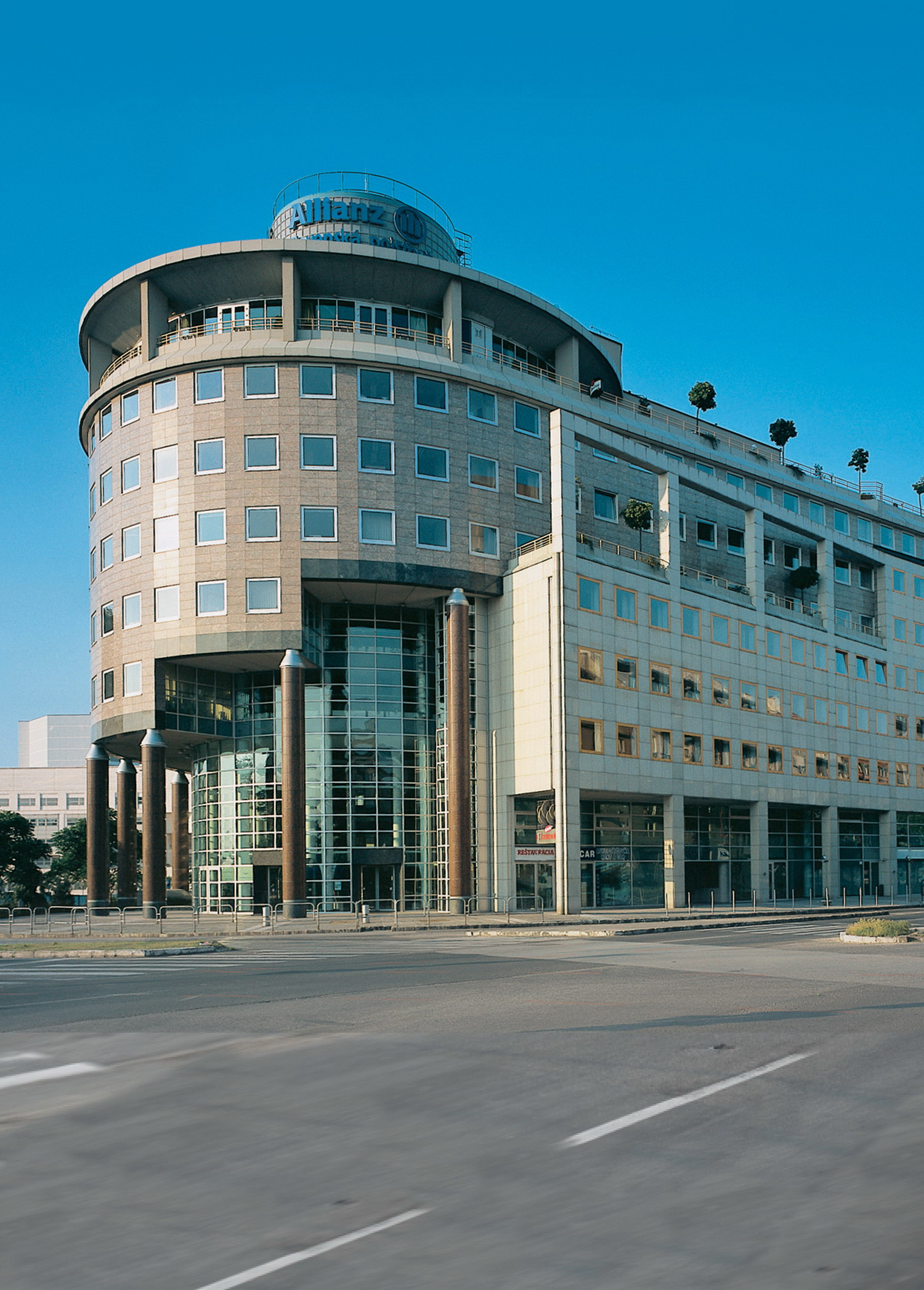
Edificio Allianz en Bratislava.
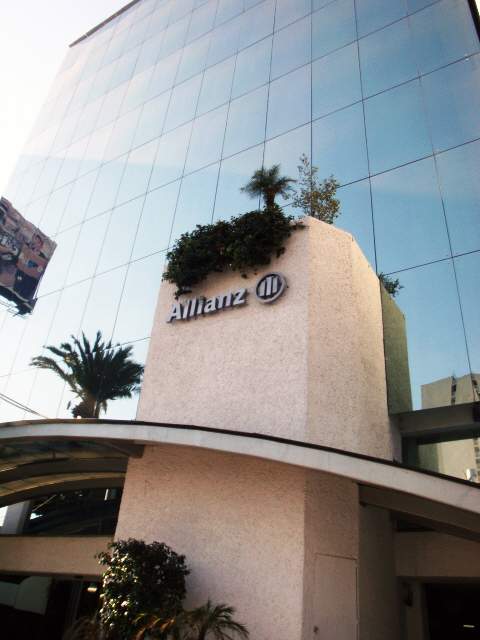
Edificio Allianz en México.
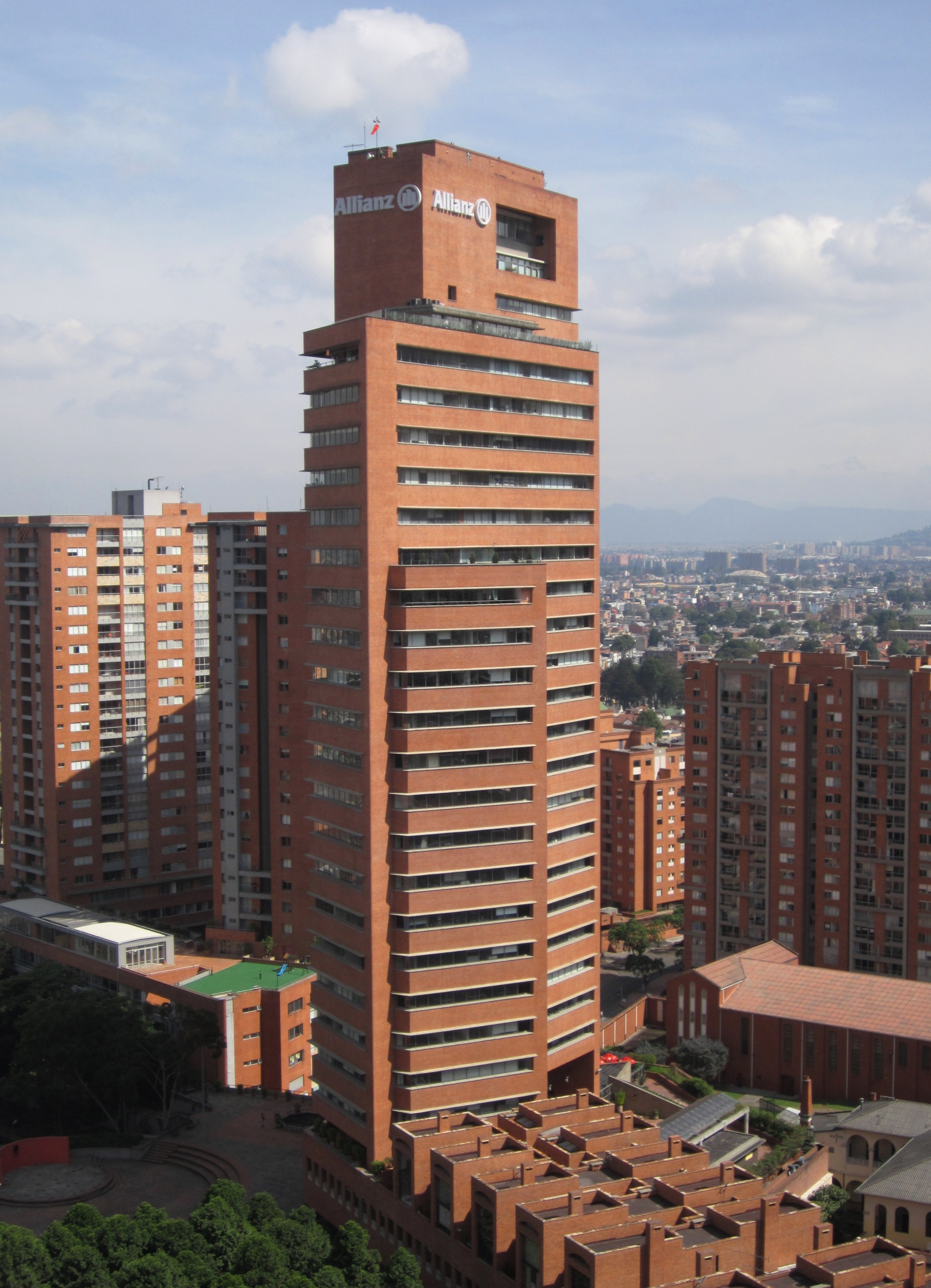
Edificio Allianz en Colombia.
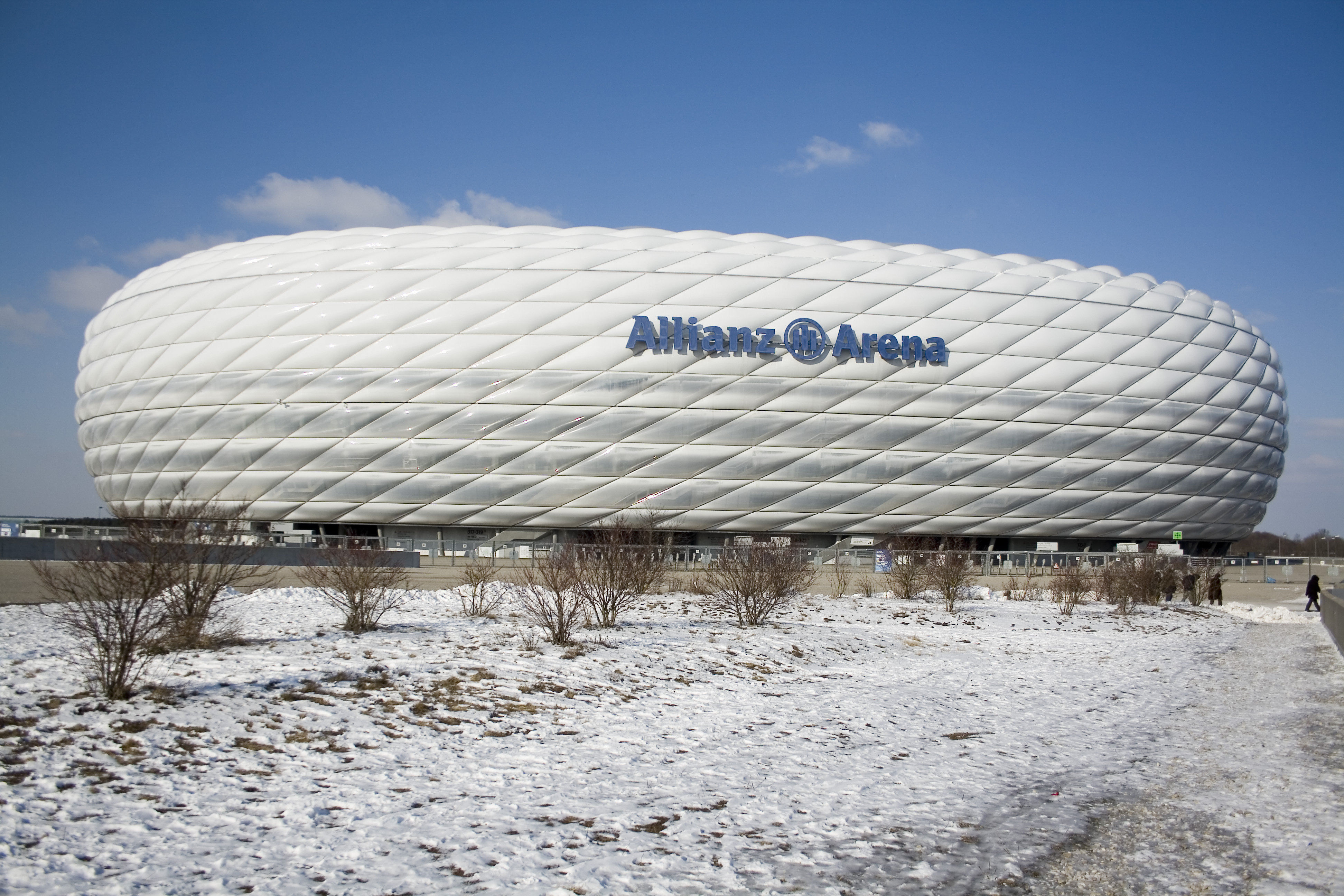
Estadio Allianz Arena del FC Bayern Múnich.

## Programa de Conversión de "3 + One"
En el "3 + One", en el cual se decidió en 2003, se tomaron varias iniciativas para aumentar el valor de Allianz SE. Los objetivos específicos de este programa son:
- 1 La protección y el fortalecimiento de la base de capital
- 2 Mejoras significativas en la rentabilidad operativa
- 3 Reducir la complejidad
- "Uno +". Aumento sostenible de la competitividad y el valor de la empresa

En el marco del "3 + One" del programa incluían las siguientes medidas:
- Reducción de la Junta Ejecutiva de la sociedad de cartera recientemente formada de 20 a doce miembros.
- Completar la fusión de la Frankfurter Versicherungs-AG y Bayerische AG y Banco de Seguros Allianz Versicherungs-AG.
- Reducción de siete sucursales en cuatro uniformes de venta y áreas de servicio en Alemania.

## Participaciones
| Sector            | Empresa                        | Participación |
| ----------------- | ------------------------------ | ------------- |
| Financiero        | BPI                            | 2,8%          |
| Financiero        | Crédit Agricole                | 2,3%          |
| Financiero        | ICBC                           | 2,3%          |
| Financiero        | UniCredit                      | 4,9%          |
| Financiero        | Banco Popular                  | 9,15%         |
| Energético        | RWE                            | 4,4%          |
| Energético        | E.ON                           | 3,5%          |
| Energético        | Total                          | 1,2%          |
| Químico           | BASF                           | 2,6%          |
| Químico           | Linde AG                       | 12,3%         |
| Farmacéutico      | Bayer                          | 4,8%          |
| Bienes de consumo | Beiersdorf                     | 7,3%          |
| Automoción        | BMW                            | < 5%          |
| Automoción        | Continental                    | < 5%          |
| Sanitario         | Fresenius SE                   | 9,74%         |
| Ingeniería        | GEA AG                         | 10,1%         |
| Ingeniería        | Heidelberger Druckmaschinen AG | 12%           |
| Ingeniería        | Siemens                        | 1,3%          |
| Venta minorista   | Arcandor                       | 7,56%         |
| Venta minorista   | Selecta                        | 100 %         |
| Seguros           | Munich Re                      | 1,9%          |
| Papel             | Worms et Cie                   | 14,8 %        |

Logo Oficial de Allianz

Logo de Siemens AG, empresa de la que Allianz tiene acciones.

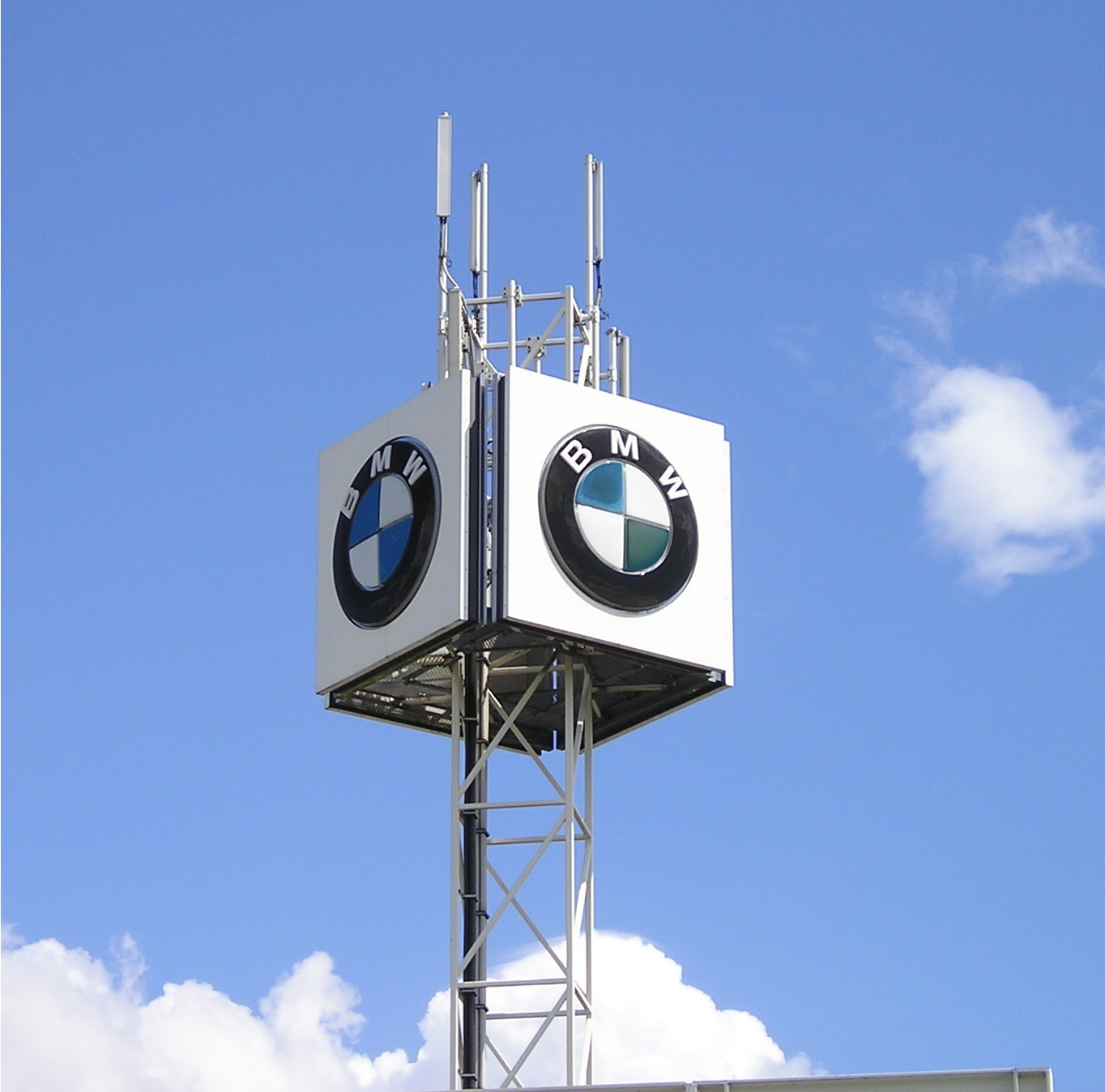
Logo de BMW AG, empresa de la que Allianz tiene acciones.

A raíz de la separación de la denominada Deutschland AG, que era la accionista mayoritaria de Allianz AG, Allianz SE reduce progresivamente su participación en la rama de producción nacional. A pesar de todo, Allianz SE sigue siendo significativa en algunas acciones de las mayores empresas alemanas.
En abril de 2007, un portavoz de Allianz anunció que las conversaciones con la corporación financiera rusa Progress-Garant eran reales. Objeto de debate es la adquisición a un precio de 100 millones de dólares. (alrededor de 74 millones de euros). Progress-Garant es el asegurador más grande de Rusia.

## Servicios
Allianz tiene una amplia gama de seguros. Algunos de ellos son, por ejemplo, el Seguro del Hogar de Allianz, el Seguro del Auto o el de Embarcaciones de Recreo. Pero, además de estos seguros, cada filial ofrece unos seguros concretos. Este es el caso de Fénix Directo en España, que ofrece exclusivamente los seguros del Auto, de Moto y de Ciclomotor.

## Allianz en el deporte

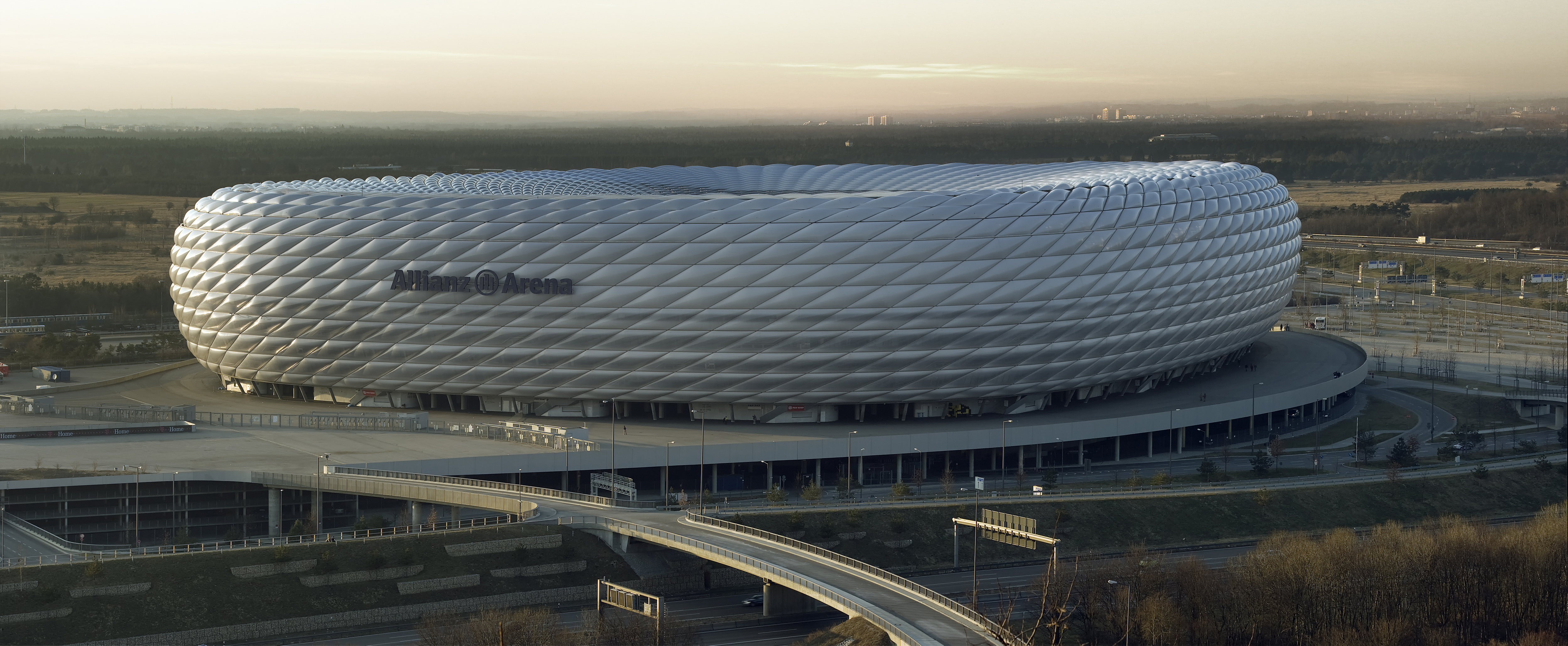
Estadio del Bayern de Múnich que patrocina Allianz.

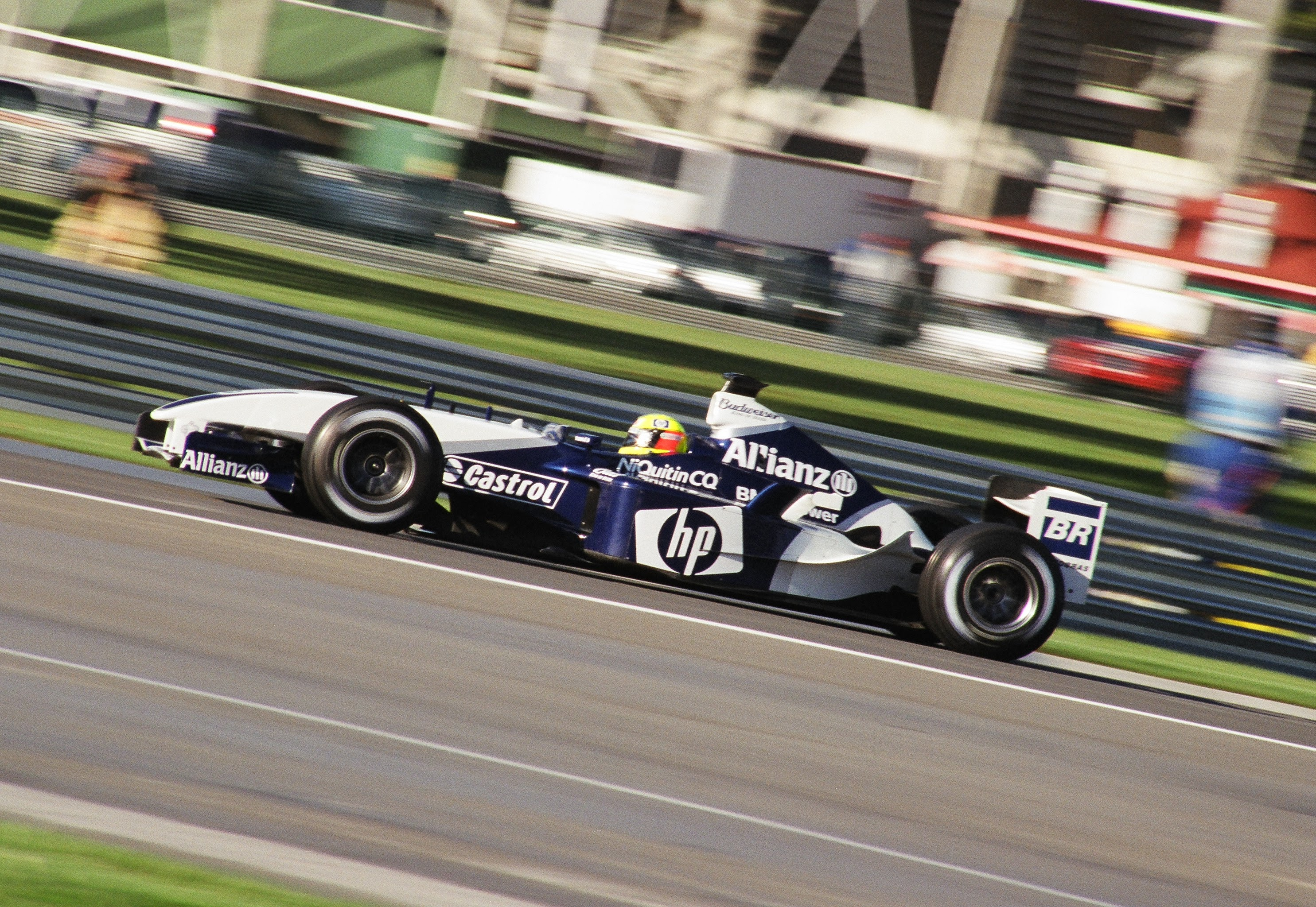
Monoplaza del equipo AT&T Williams F1 con el patrocinio de Allianz.

Allianz tiene los derechos del Allianz Arena, un estadio de fútbol situado al norte de Múnich, Alemania, que está patrocinado por Allianz. Los dos clubes de fútbol de Múnich, el Bayern de Múnich y TSV 1860 Múnich han jugado sus partidos en el Allianz Arena desde el inicio de la temporada 2005-06. Ambos clubes habían jugado sus partidos en el Estadio Olímpico de Múnich, el Bayern de Múnich desde 1972 y el TSV 1860 Múnich desde la década de 1990.
Allianz es el propietario del equipo de fútbol polaco, Górnik Zabrze.
Allianz había estado en negociaciones con los New York Jets y los New York Giants para comprar el derecho de renombrar el Meadowlands Stadium de East Rutherford, en Nueva Jersey, pero esas conversaciones terminaron debido a la oposición de grupos judíos y supervivientes del Holocausto.
Allianz ha sido un patrocinador del equipo AT&T WilliamsF1 desde el año 2000.

## Críticas

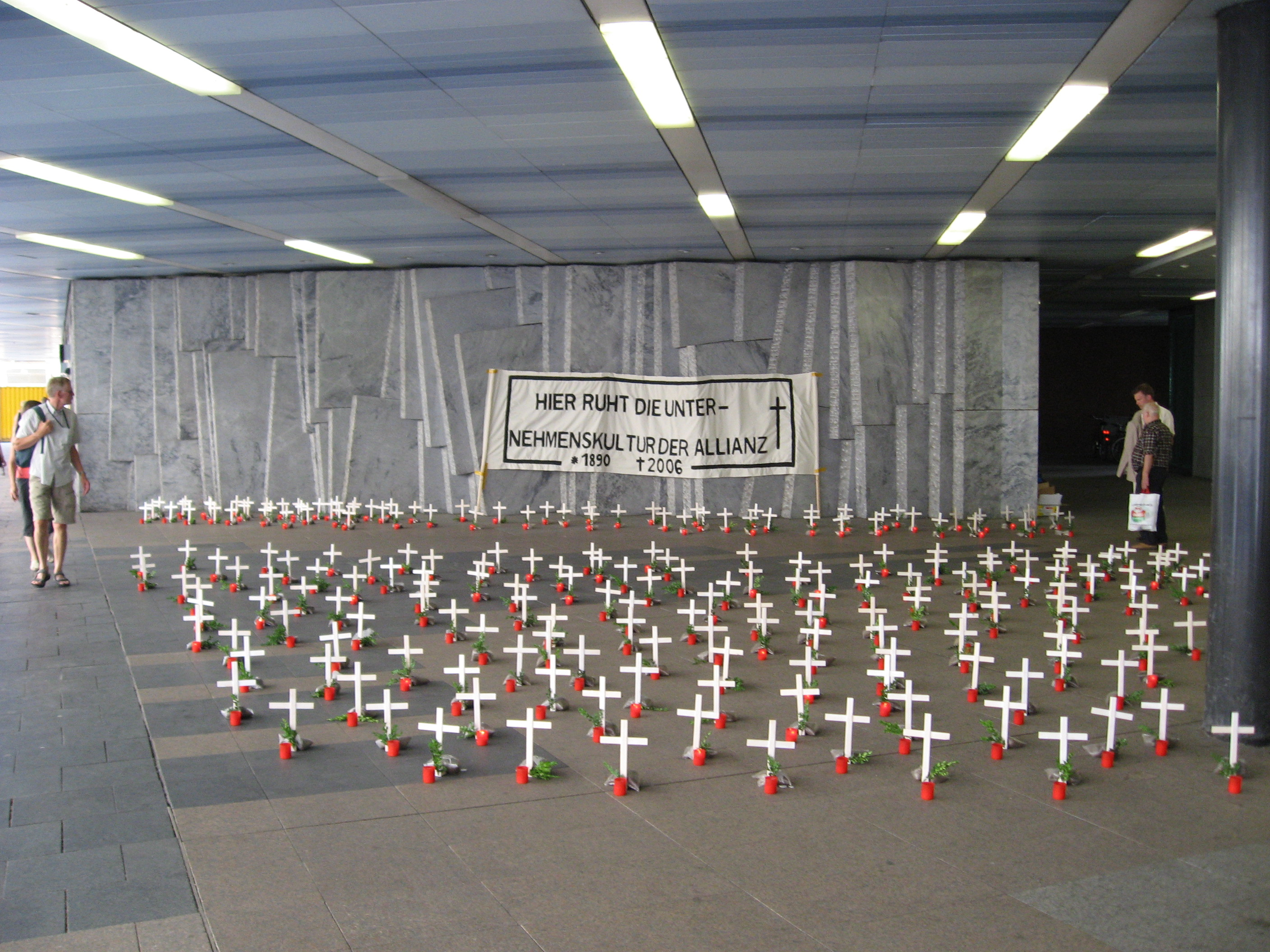
Protesta en Hamburgo.

El 22 de junio de 2006 se anunció que Allianz, con alrededor de 7.500 agencias en Alemania, aproximadamente uno de cada seis empleos a tiempo completo debería suprimirse, de los cuales alrededor de 2500 puestos de trabajo son de Dresdner Bank. Los empleados deben tener la posibilidad en otras áreas de negocio a los cambios, que pronto por normales de fluctuación alrededor de 3000 puestos vacantes. Hubo asentamientos de hasta 250.000 euros previsto. El número de servicios a partir del 21 de octubre debería reducirse a diez. Entre otras cosas se había previsto, en todos las entidades de Renania del Norte-Westfalia, y de Fráncfort del Meno en un centro de competencia para el automóvil límite. En público, estas medidas son a menudo criticadas con referencia a los beneficios récord de 4,4 millones de euros en el año fiscal de 2005. El consejo tenía las reducciones de puestos de trabajo examinado por los evaluadores externos. El 20 de noviembre de 2006, el Consejo Ejecutivo Corporativo, tras las negociaciones con el sindicato ver.di anunció que los despidos obligatorios hasta 2009 debería ser de aplicación.
Allianz SE es uno de los principales donantes a partidos políticos en Alemania desde 2000 y ya ha donado más de 2,7 millones de euros para los partidos del Bundestag, exceptuando la Izquierda.

## Acciones de Allianz

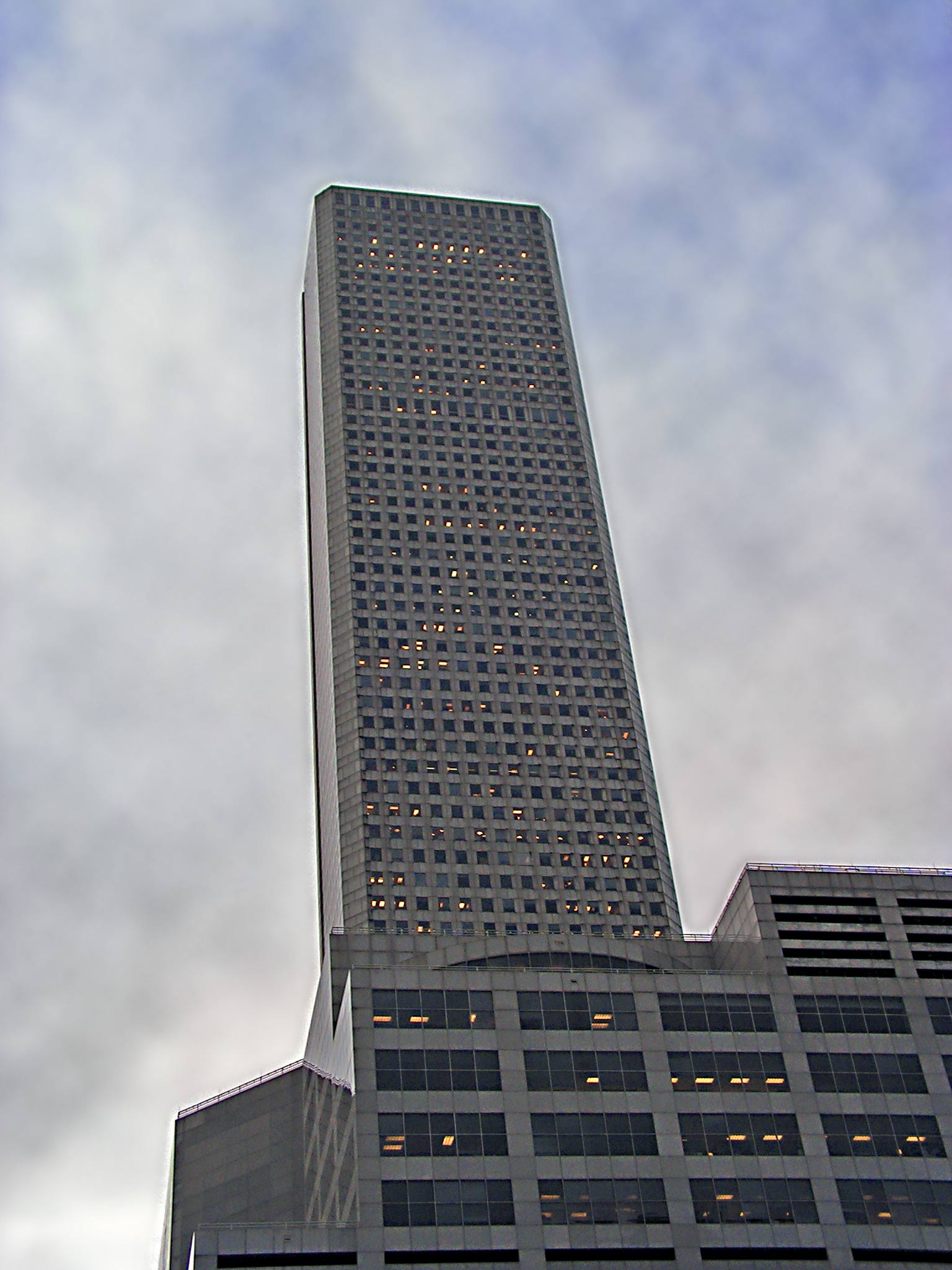
Torre de JPMorgan Chase & Co., uno de los accionistas de Allianz.

Las acciones de la compañía están tanto en el mercado de valores alemán, así como en las bolsas internacionales. Además, los valores que figuran en el DAX. Hay 432 millones de acciones en circulación.
Los accionistas actuales son:
| % de Acciones | Accionistas          |
| ------------- | -------------------- |
| 4,9 %         | Münchener Rück       |
| 3,3 %         | JPMorgan Chase & Co. |
| 90,5 %        | Capitalización libre |
| 0,1 %         | Autocartera          |
| 1,3 %         | Empleados            |

Diciembre de 2006 

## Directores Ejecutivos

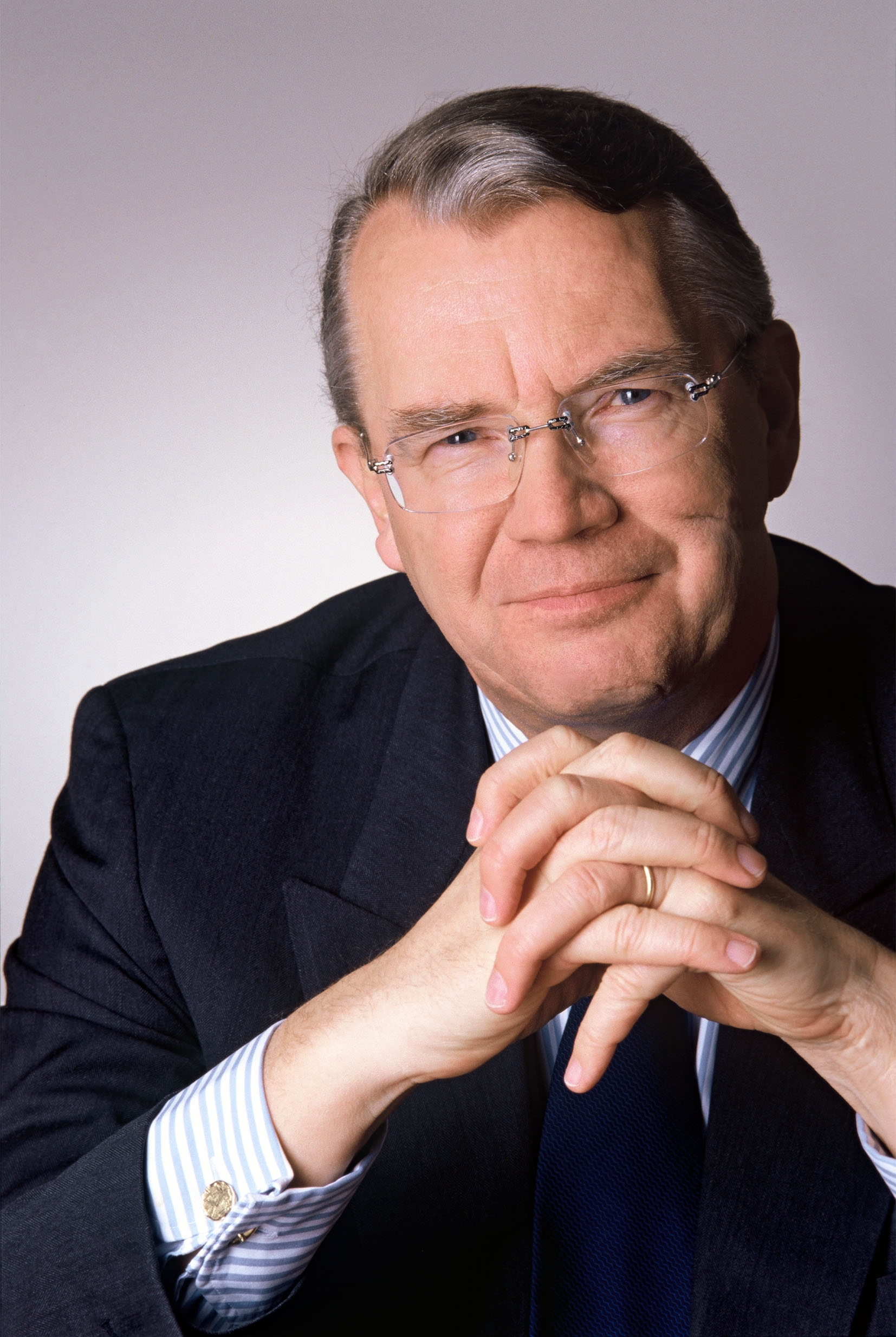
Imagen del exdirector Ejecutivo de Allianz, Dr. Henning Schulte-Noelle.

Michael Diekmann es el director Ejecutivo desde el 29 de abril de 2003 y sucesor del presidente del consejo de vigilancia Henning Schulte-Noelle quien estuviera desde 1991 hasta 2003.
Desde 2005, la remuneración anual de la Junta y del Consejo de Vigilancia es designado individualmente junto con el informe anual publicado.
El CEO para España fue José Luis Ferré hasta 2022, siendo sustituido por Veit Stutz.
| Periodo         | Nombre                              |
| --------------- | ----------------------------------- |
| 1890–1904       | Carl von Thieme (1844–1924)         |
| 1904–1921       | Paul von der Nahmer                 |
| 1921–1933       | Dr. Kurt Schmitt (1886–1950)        |
| 1933–1948       | Hans Heß (1881–1957)                |
| 1948–1961       | Dr. Hans Goudefroy (1900–1961)      |
| 1962–1971       | Alfred Haase                        |
| 1971–1991       | Dr. Wolfgang Schieren (1927–1996)   |
| 1991–2003       | Dr. Henning Schulte-Noelle (* 1942) |
| 2003-actualidad | Michael Diekmann (* 1954)           |